# بابست
بابست (انگلیسی: Bobst) شرکت بسته‌بندی سوئیسی است، که در سال ۱۸۹۰ توسط جوزف بابست تأسیس شد.